# فريدريك لايتن
فريدريك لايتن (بالإنجليزية: Frederic Leighton)‏ ويعرف أيضاً باسم بارون لايتن (بالإنجليزية: Baron Leighton)‏ وهو رسام ونحات إنجليزي ولد في يوم 3 ديسمبر 1830 في مدينة سكاربورو، شمال يوركشاير في إنجلترا في المملكة المتحدة، أعماله كانت تخص التاريخ والكتاب المقدس والكلاسيك، كان لايتن من نبلاء المملكة، وقد مات بعد يوم واحد من استلامه لمنصب البارون حيث توفي في يوم 25 يناير 1896 في لندن.

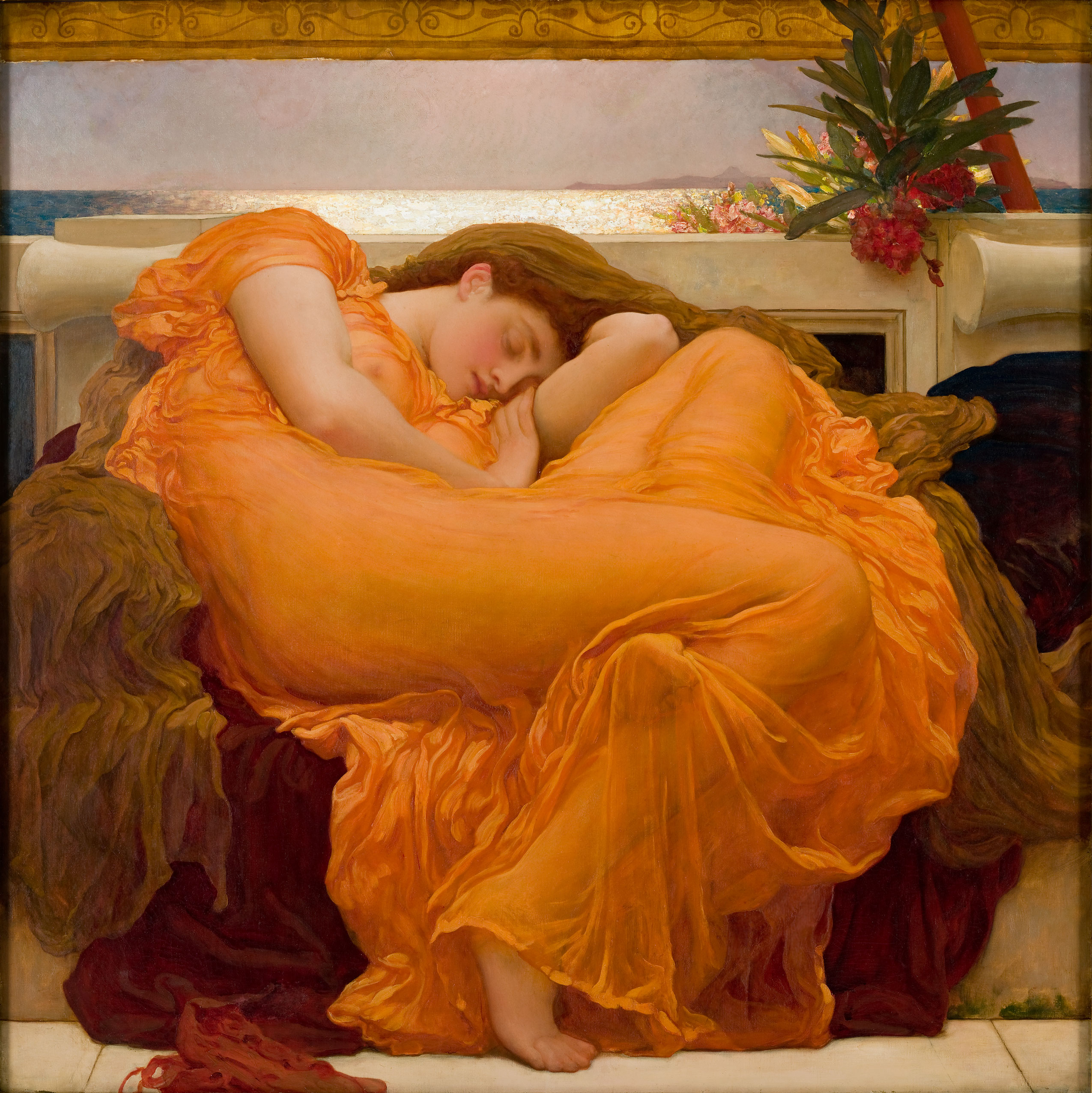
لوحة المشتعلة يونيو 1895.

## روابط خارجية
- فريدريك لايتن على موقع الموسوعة البريطانية (الإنجليزية)
- فريدريك لايتن على موقع إن إن دي بي (الإنجليزية)
- فريدريك لايتن على موقع ديسكوغز (الإنجليزية)